# Manuele Fior
Pour les articles homonymes, voir Fior.
Manuele Fior né à Cesena en 1975 est un auteur de bandes dessinées et illustrateur Italien.

## Biographie
Manuele Fior est né à Cesena en 1975. Il obtient un diplôme de l'Université IUAV de Venise en architecture en 2000. Il vit ensuite à Berlin, où il travaille en tant qu'architecte et illustrateur. Il publie en 2001 de courtes histoires dans le magazine Plaque des éditions Avant-Verlag. À partir de ce moment, il publie de nombreuses histoires courtes, parfois écrites par son frère Daniel, dans diverses revues telles que Black, Bile Noire, Stripburger, Forresten ou Osmosa.
En 2005, il s'installe à Oslo, puis à Paris, où il réside.
Il a dessiné un épisode du feuilleton en ligne Les Autres Gens (scénarisé par Thomas Cadène) ainsi que la couverture du deuxième volume des recueils publiés par Dupuis (2011).
Il obtient en 2011 le prix du meilleur album au festival d'Angoulême pour Cinq mille kilomètres par seconde.
En avril 2013 sort son album Entrevue, aux éditions Futuropolis, qui en prépublie des planches sur son site internet. L'auteur annonçait début 2011 travailler à ce nouvel opus, cette fois en noir et blanc, avec en source d'inspiration graphique notamment le travail de la photographe américaine Cindy Sherman.
Les variations d'Orsay parait en 2015, coédité par Futuropolis et les éditions du Musée d'Orsay. Manuele Fior s'y livre à une rêverie sur le musée, avec en particulier des œuvres de Degas, Ingres, Pissarro et les impressionnistes,.
En 2020, il livre Celestia chez l'éditeur Atrabile. L'ouvrage fait partie de la sélection pour le grand prix de la critique 2021.
Hypericon (millepertuis en italien) est publié en 2022 chez Dargaud. Fior y raconte l'histoire de Teresa, une étudiante italienne, arrivant à Berlin à la fin des années 1990 pour travailler sur une exposition d'art égyptien, qui rencontre Ruben, un pseudo-punk italien vivant dans un squat. Ce récit est entremêlé avec le journal d'Howard Carter, que lit Teresa, dans lequel il raconte notamment sa découverte du tombeau de Toutânkhamon. Fior a vécu à Berlin à la même époque que son personnage, et s'inspire de son expérience pour son album,.

## Publications
- 2004 : Les gens le dimanche, Atrabile
- 2005 : Quattro Buoni Motivi, scénario de Daniele Fior, Arti Grafiche Friulane
- 2006 : Icarus, Atrabile
- 2009 : Mademoiselle Else, Delcourt prix international de la ville de Genève
- 2010 : 5000 kilomètres par seconde, Atrabile Fauve d'or au Festival d'Angoulême 2011
  - tirage de luxe 5000 kilomètres par seconde, Esprit BD, 2012
- 2013 : L’Entrevue, Futuropolis
- 2015 : Les variations d'Orsay, Futuropolis/Musée d'Orsay  (ISBN 978-2-7548-1409-6)
- 2018 : L'Heure des mirages, Ici même  (ISBN 9782369120421)
- 2020 : Celestia, Atrabile  (ISBN 978-2-8892-3091-4)
- 2022 : Hypericon, Dargaud  (ISBN 978-2-205-08981-3)

## Récompenses
- 2007 : Prix Micheluzzi du meilleur dessin de roman graphique pour Icarus
- 2009 :  Prix de la Ville de Genève
- 2010 : Prix Gran Guinigi
- 2011 :  Fauve d'Or du festival d'Angoulême pour Cinq mille kilomètres par seconde
- 2011 : Prix Micheluzzi de la meilleure bande dessinée pour Cinq mille kilomètres par seconde
- 2014 : Prix Micheluzzi de la meilleure bande dessinée pour L'Entrevue
- 2018 :  Prix Inkpot, pour l'ensemble de son œuvre